# Баскська Вікіпедія
Баскська Вікіпе́дія (баск. Euskarazko Wikipedia) — розділ Вікіпедії баскською мовою. Це 31-ша за кількістю статей Вікіпедія. Заснована 7 листопада 2003 року.
25 січня 2008 року баскська Вікіпедія отримала нагороду «Argia Saria», започатковану щотижневим журналом баскською мовою Argia в категорії «Інтернет».
30 грудня 2009 розділ подолав рубіж в 50 000 статей.
21 травня 2011 розділ подолав рубіж в 100 000 статей.
17 липня 2018 — 300 000 статей.
Баскська Вікіпедія станом на 24 березня 2025 року містить 458 216 статей, 171 745 зареєстрованих користувачів, 571 активного дописувача, 12 адміністраторів
. Загальна кількість сторінок в баскській Вікіпедії — 992 484, редагувань — 10 214 585, мультимедійні файли відсутні
. Глибина (рівень розвитку мовного розділу) баскської Вікіпедії мала і становить 14 пунктів
.

## Логотипи

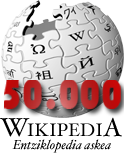
Логотип, присвячений 50-тисячній статті
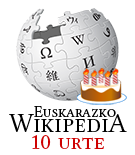
Логотип на честь 10 років баскської Вікіпедії
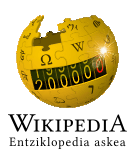
Логотип, присвячений 200-тисячній статті